# Les Pivoines
Les Pivoines est un groupe musical de Côte d'Ivoire. Il est constitué exclusivement de chanteuses et musiciennes et il joue de la musique zouglou.